# Roderick Chisholm
Roderick M. Chisholm (Seekonk, Massachusetts, 27 de noviembre de 1916-Providence, Rhode Island, 19 de enero de 1999) fue un filósofo estadounidense conocido por su obra en los campos de la epistemología, metafísica, libre albedrío y filosofía de la percepción. Se doctoró en la Universidad de Harvard bajo la tutela de Clarence Irving Lewis y Donald C. Williams, y ejerció de profesor en la Brown University.

## Obra e ideas
La primera obra de importancia de Chisholm fue Perceiving (1957). Sus ideas epistemológicas se reunieron en un conocido volumen, Theory of Knowledge. Su obra más conocida es Person and Object, título que contrasta deliberadamente con el Word and Object de W. V. O. Quine. Chisholm fue un platonista metafísico en la línea de Bertrand Russell y racionalista en la de Russell, G. E. Moore y Franz Bentano. Presentó objeciones contra el antirrealismo, conductivismo y relativismo de Quine. Defendió la posibilidad del conocimiento empírico apelando a principios epistémicos a priori cuyas consecuencias incluyen que es más razonable en la mayoría de situaciones confiar en los sentidos y la memoria que dudar de ellos. Su teoría del conocimiento tiene carácter fundacionalista: todas las creencias justificadas o son «directamente evidentes» o están apoyadas por cadenas de creencias justificadas que en último término conducen a creencias directamente evidentes. También defendió una controvertida teoría de la volición llamada «agent causation» similar a la de Thomas Reid. Argumentó que el libre albedrío es incompatible con el determinismo y además creía que actuamos libremente; esta combinación se conoce como libertarianismo. Desarrolló una teoría del pensamiento en primera persona muy original, de acuerdo con la cual las cosas que creemos son propiedades, y creerlas es una cuestión de autoatribución (Davig Kellogg Lewis desarrolló una teoría similar de forma independiente). Chisholm fue conocido también por su defensa de la posibilidad del conocimiento (contra los argumentos escépticos de David Hume) y una ética similar a la de W. D. Ross. Otras obras relevantes de Chisholm son The Problem of the Criterion, Perceiving, The First Person y A Realist Theory of the Categories, aunque probablemente sean más conocidos sus artículos en publicaciones filosóficas.
Chisholm tenía un gran conocimiento de la historia de la filosofía y con frecuencia hacía referencias a filósofos de otros tiempos (aunque su empleo de este material ha recibido críticas). Tenía un gran respeto por la historia de la filosofía, algo que contrasta con la indiferencia mayoritaria de los filósofos analíticos. Chisholm tradujo obras de Brentano y Husserl, y contribuyó al renacimiento en la década de 1970 de la mereología.
Chisholm influyó a colegas y estudiantes suyos como Richard Taylor, Jaegwon Kim, Keith Lehrer, R. C. Sleigh, Ernest Sosa, Fred Feldman, Terence Penelhum, Selmer Bringsjord, Dean Zimmerman y Bernard K. Symonds.

## Teoría de la referencia
Chisholm postuló la primacía de la intencionalidad mental sobre la lingüística, como sugiere en el título de Person and Object (Persona y objeto) (1976), que contrasta deliberadamente con el de Quine Word and Object (Palabra y Objeto) (1960). Argumenta que nos referimos a las cosas que no somos nosotros mismos atribuyéndoles propiedades directamente, y que les atribuimos propiedades indirecta o relativamente al atribuirnos propiedades directamente a nosotros mismos.

## Obras selectas
- Perceiving: A Philosophical Study (Ithaca: Cornell University Press) 1957.
- Person and Object: A Metaphysical Study (Londres: G. Allen & Unwin) 1976.
- Essays of the Philosophy of Roderick M. Chisholm (ed. R.M. Chisholm and Ernest Sosa. Ámsterdam: Rodopi) 1979.
- The First Person: An Essay on Reference and Intentionality (Minneapolis: University of Minnesota Press) 1981.
- The Foundations of Knowing (Minneapolis: University of Minnesota Press) 1982.
- Brentano and Meinong Studies (Atlantic Highlands, N.J.: Humanities Press) 1982.
- Brentano and Intrinsic Value (Nueva York: Cambridge University Press) 1986.
- Roderick M. Chisholm (ed. Radu J. Bogdan. Boston: D. Reidel Publishing Company) 1986.
- On Metaphysics (Minneapolis: University of Minnesota Press) 1989.
- Theory of knowledge (Englewood Cliffs, N.J.: Prentice Hall) 1st ed. 1966, 2nd ed. 1977, 3rd ed. 1989.
- "The Nature of Epistemic Principles," Nous 24: 209-16, 1990.
- "On the Simplicity of the Soul," Philosophical Perspectives 5: 157-81, 1991.
- "Agents, Causes, and Events: The Problem of Free Will" in: Timothy O'Connor, ed. Agents, Causes, and Events: Essays on Indeterminism and Free Will (Nueva York: Oxford University Press): 95-100, 1995.
- A Realistic Theory of Categories: An Essay on Ontology (Nueva York: Cambridge University Press) 1996.